# Andrew Cuomo
Andrew Mark Cuomo (/ˈkwoʊmoʊ/; Italiano: [ˈkwɔːmo]; nascido em 6 de dezembro de 1957) é um advogado, escritor e político americano que serviu como governador de Nova Iorque de 2011 a 2021. Um membro do Partido Democrata, ele seguiu a mesma carreira do pai, Mario Cuomo, que foi governador do mesmo estado também por três mandatos.
Nascido no Queens, na cidade de Nova Iorque, Cuomo se formou na Universidade Fordham e na Faculdade de Direito de Albany. Ele começou sua carreira trabalhando como gerente de campanha de seu pai e, em seguida, como promotor público assistente em Nova Iorque antes de entrar no direito privado. Ele fundou uma organização sem fins lucrativos de habitação e foi nomeado presidente da Comissão de Desabrigados da Cidade de Nova Iorque, cargo que ocupou de 1990 a 1993.
Cuomo serviu como Secretário assistente do Departamento de Habitação e Desenvolvimento Urbano de 1993 a 1997. De 1997 a 2001, ele foi apontado para servir no gabinete do Presidente Bill Clinton como o 11º Secretário de Habitação e Desenvolvimento Urbano. Em 2006, Cuomo foi eleito como Procurador-Geral do Estado de Nova Iorque. Em 2010, foi eleito para seu primeiro mandato como Governador de Nova Iorque e foi reeleito duas vezes depois de vencer as primárias contra adversários progressistas como Zephyr Teachout (em 2014) e Cynthia Nixon (em 2018).
Durante seu período como governador, Cuomo supervisionou a passagem do Marriage Equality Act em 2011 que legalizou o casamento entre pessoas do mesmo sexo no estado, assinou o Compassionate Care Act em 2014 que legalizou o uso de cannabis para fins medicinais e o Marijuana Regulation and Taxation Act em 2021 que legalizou o uso de maconha para fins recreativos. Em resposta ao Tiroteio na escola primária de Sandy Hook, Cuomo aprovou a passagem do NY SAFE Act de 2013, uma das leis de controle de armas mais estritas do país. Ele co-fundou a Aliança Climática dos Estados Unidos, um grupo de estados comprometidos com o combate às mudanças climáticas, seguindo os termos do Acordo de Paris. Ele também expandiu o programa Medicaid, sob o Affordable Care Act. Em 2011, ele aprovou um novo código tributário estadual, que aumentou impostos para o mais ricos e diminuiu para as classes mais baixas; também apoiou a criação da licença familiar paga de doze semanas para trabalhadores, juntamente com um aumento gradual do salário mínimo estadual para US$ 15 dólares e ainda leis que promoviam igualdade nos salários, especialmente quanto ao gênero. Ele também aprovou medidas fiscais para atrair empresas para Nova Iorque e estimular a economia no estado.
Cuomo recebeu atenção nacional por sua resposta a Pandemia de COVID-19 em Nova Iorque. Embora ele tenha sido inicialmente elogiado por seus esforços para combater a pandemia, recebendo o prêmio International Emmy Founders Award por seus briefings diários, ele enfrentou duras críticas e uma investigação federal depois que foi descoberto que sua administração encobriu informações relativas às mortes de COVID-19 entre residentes de lares de idosos.
Desde o final de 2020, Cuomo enfrentou uma série de alegações de assédio e agressão sexual. Em abril de 2021, onze mulheres já o haviam denunciado por comportamento impróprio e assédio. Em um relatório publicado em 3 de agosto de 2021, a Procuradora-Geral do Estado de Nova York, Letitia James, afirmou que as acusações de assédio contra Cuomo feita por onze mulheres era crível e anunciou que a investigação iria se aprofundar. Várias figuras da mídia e autoridades políticas começaram a pedir por sua renúncia, incluindo o Presidente Joe Biden, a líder da Câmara Nancy Pelosi, o líder do Senado Chuck Schumer e a senadora Kirsten Gillibrand. O governador enfrenta investigações criminais em Manhattan e nos condados de Nassau, Westchester e Albany. Frente a pressão pública e política, em 10 de agosto de 2021, Cuomo formalmente anunciou que ele renunciaria ao cargo de governador em 14 dias, em 23 de agosto.